# Лавренёв, Борис Андреевич
Бори́с Андре́евич Лавренёв (настоящая фамилия — Серге́ев; 5 [17] июля 1891, Херсон, Российская империя — 7 января 1959, Москва, СССР) — русский советский прозаик, поэт и драматург, журналист, военный корреспондент. Лауреат двух Сталинских премий (1946, 1950).

## Биография
Родился 5 [17] июля 1891 (по другим данным 4 (16) июля 1891 года) в Херсоне в семье учителя-словесника. Учился в Херсонской мужской гимназии (вып. 1909), затем, в 1909—1911 годах, на юридическом факультете Московского университета. Писал стихи, публиковался с 1911 года, примыкал к московской футуристической группе «Мезонин поэзии».
Участник Первой мировой войны, воевал в 6-м Кавказском мортирном дивизионе, был ранен и отравлен газами. После февраля 1917 года был адъютантом коменданта Москвы. В годы Гражданской войны сначала офицер Добровольческой армии, затем перешёл в РККА, воевал в Туркестане, был командиром бронепоезда, работал во фронтовой газете в РККА.
В печати Борис Лавренёв дебютировал как поэт в 1911 году, как прозаик в 1924 году. Во второй половине 1920-х годов входил в творческое объединение ленинградских писателей «Содружество» (вместе с Н. Брауном, М. Комиссаровой, В. Рождественским и другими). В 1927 году принял участие в коллективном романе «Большие пожары», публиковавшемся в журнале «Огонёк».
Как драматург дебютировал в 1925 году пьесой «Дым» — о белогвардейском восстании в Туркестане; в том же году под названием «Мятеж» пьеса была поставлена в Ленинградском Большом драматическом театре.
В 1930—1932 годах Борис Лавренёв входил в группу ЛОКАФ. Наряду с К. А. Тренёвым и В. В. Ивановым считается одним из создателей жанра советской героико-революционной драмы. Много лет был председателем секции драматургов Союза писателей СССР.
Во время Финской кампании и Великой Отечественной войны был военным корреспондентом ВМФ. Героическим защитникам Севастополя посвятил романтическую драму «Песнь о черноморцах» (1943). В годы войны были изданы два сборника его рассказов («Балтийцы раскуривают трубки», 1942; «Люди простого сердца», 1943).
После войны жил в Москве, в Доме на набережной (ул. Серафимовича) и на даче в Переделкино.
Послевоенное творчество Лавренёва насквозь идеологично, пропитано духом советской официальной идеологии. Лучезарно-оптимистическая драма «За тех, кто в море!» (1945) получила Сталинскую премию (1946), однако всего через несколько лет подобные произведения, лишённые подлинной остроты коллизии, советская критика стала остро критиковать, говоря о «теории бесконфликтности». Политическая драма Лавренёва «Голос Америки» (1949; Сталинская премия, 1950) представляет собой очевидное орудие пропаганды времён Холодной войны. В жанре распространённой в отечественной драматургии 1950-х годов «биографической пьесы» написана драма «Лермонтов» (поставлена в 1953 году в Ленинградском государственном академическом театре драмы имени А. С. Пушкина).
Автор идеи осудить Пастернака всей редколлегией журнала «Новый мир», написал и первый вариант текста.
Лавренёв переводил пьесы французских драматургов, а также прозу писателей Средней Азии. Последняя его пьеса, стихотворная сатира на советский бюрократизм «Всадник без головы», осталась незаконченной. Он скоропостижно скончался 7 января 1959 года. Похоронен в Москве на Новодевичьем кладбище (участок № 5).
Сын Юрий (1913—1999) — геолог.

## Премии и награды
- Сталинская премия первой степени (1946) — за пьесу «За тех, кто в море!» (1945)
- Сталинская премия второй степени (1950) — за пьесу «Голос Америки» (1949)
- два ордена Трудового Красного Знамени (31.01.1939; 1951)
- медаль «За боевые заслуги» (1940)
- медаль «За оборону Советского Заполярья» (1944)[4]
- ряд других медалей

## Адреса в Ленинграде
- 1925—1928 — набережная реки Фонтанки, 18;[5]
- 1928—1942 — особняк М. Э. Клейнмихель — набережная Жореса (с 1945 — набережная Кутузова), 12.

## Память
- На доме по наб. Кутузова, 12 в Ленинграде в 1981 году была открыта мемориальная доска (архитектор В. Л. Питаев)[6].
- Русский драматический театр Черноморского флота имени Б. А. Лавренёва
- Имя Бориса Лавренёва носит Библиотека в Санкт-Петербурге (наб. р. Карповки, д. 28).
- Херсонская гимназия № 20 (г. Херсон, Украина), где учился писатель, также носит его имя.

## Произведения

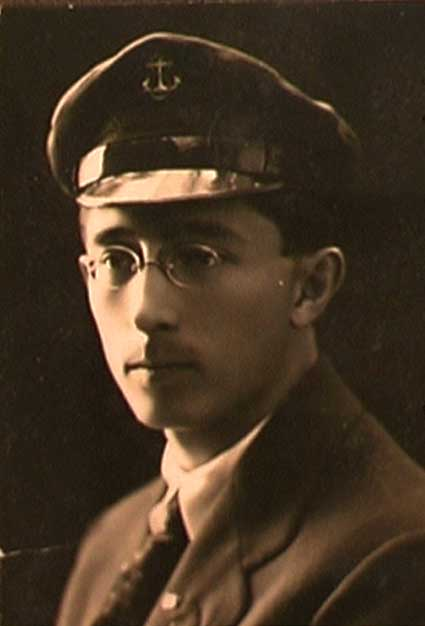
Борис Лавренёв в молодости

### Романы
- 1925 — «Крушение республики Итль»
- 1927 — «Буйная жизнь»
- 1932 — «Синее и белое».

### Повести
- 1923 — «Марина»
- 1924 — «Ветер»
- 1924 — «Звёздный цвет»
- 1924 — «Сорок первый»
- 1924 — «Рассказ о простой вещи»
- 1925 — «Срочный фрахт»
- 1925 — «Крушение республики Итль»
- 1927 — «Седьмой спутник»
- 1928 — «Гравюра на дереве»

### Пьесы
- 1925 — «Дым»
- 1927 — «Разлом»
- 1929 — «Враги»
- 1943 — «Песнь о черноморцах»
- 1945 — «За тех, кто в море»
- 1949 — «Голос Америки»
- 1953 — «Лермонтов»

### Издания
- Собр. соч.: В 5 тт. — Харьков: Пролетарий, 1928—1929.
- Собр. соч. В 5 тт. — М.; Л.: ГИХЛ, 1931.
- Пьесы. — М., 1954.
- Избр. произв.: В 2 тт. — 1958.
- Собр. соч.: В 6 тт. — 1963—1965.
- Собр. соч.: В 6 тт. — 1982—1984.
- Собр. соч.: В 8 тт. — 1995.
- Лавренёв Б. А. Звёздный цвет. — М.: Просвещение, 1987. — 455 с.
- Лавренёв Б. А. Сорок первый. — М.: Вече, 2011. — ISBN 978-5-9533-6197-2.

## Известные постановки
- 1925 — «Мятеж» по пьесе «Дым» — Ленинградский Большой драматический театр; режиссёр А. Н. Лаврентьев, первая постановка
- 1929 — «Враги» — Ленинградский Большой драматический театр; режиссёр А. Н. Лаврентьев, первая постановка
- 1946 — «За тех, кто в море!» — ЛАТД имени А. С. Пушкина. Спектакль удостоен Сталинской премии (1946).

### Пьеса «Разлом»
- 1927 — Ленинградский Большой драматический театр; режиссёр К. К. Тверской; в роли Артёма Годуна — Н. Ф. Монахов, Берсенева — А. Н. Лаврентьев
- 1927 — МАДТ имени Е. Б. Вахтангова; режиссёр А. Д. Попов; в роли Берсенёва — Б. В. Щукин
- 1950 — Большой драматический театр им. М. Горького; режиссёры А. Соколов и И. Зонне. Спектакль был удостоен Сталинской премии (1951); в 1952 году был записан для телевидения

### Инсценировки рассказа «Сорок первый»
- 1969 — Одесский государственный театр юного зрителя им. Н. Островского, режиссёр В. М. Пахомов
- 1977 — Театр «Манекен» (Челябинск)
- 2003 — Драматический театр им. А. С. Пушкина (Магнитогорск), режиссёр Виктор Рыжаков
- 2008 — Московский художественный театр им. А. П. Чехова, режиссёр Виктор Рыжаков
- 2023 — Московский Губернский театр, режиссёр Пачин Иван

### Музыкально-драматические спектакли, созданные по мотивам рассказа «Сорок первый»
- 2007 — Театр «Русские Сезоны» (Франция) на сцене театра М. Булгакова (Москва), музыкальная драма «Свой остров», пьеса и стихи — Юрий Юрченко, музыка — Александр Луначарский, по мотивам рассказа Б. Лавренёва «Сорок первый», режиссёры — Юрий Юрченко, Алексей Беклемышев.
- 2007 — Театр ФЭСТ (Мытищи), «Марютка и поручик». Музыкально-поэтическая фантазия по мотивам прозы Б. А. Лавренёва. Пьеса и стихи — Юрий Юрченко, музыка — Александр Луначарский, режиссёр — Александр Каневский.

На IV международном театральном фестивале «Подмосковные вечера» (2012) спектакль «Марютка и поручик» получил Гран-при «Премию зрительских симпатий», а актриса Ульяна Чеботарь (Марютка) — «Приз жюри за лучшую женскую роль».

## Экранизации
- 1926 — Ветер («Ошибка Василия Гулявина», «Атаманша Лёлька»)
- 1927 — Шакалы Равата, по рассказу «Звёздный цвет»
- 1927 — Сорок первый
- 1929 — Разлом
- 1947 — За тех, кто в море
- 1956 — Сорок первый
- 1965 — Залп «Авроры»
- 1966 — Ярость, по повести «Ветер»
- 1967 — Седьмой спутник
- 1970 — И был вечер, и было утро… по пьесе «Разлом»
- 1971 — Звёздный цвет, по рассказу «Звёздный цвет»
- 1974 — Марина
- 1975 — Рассказ о простой вещи
- 1986 — Комендант Пушкин
- 1987 — Братишка, люби революцию!, фильм-спектакль по повести «Ветер»
- 2003 — Срочный фрахт
- 2010 — Око за око